# Fukuoka PRO Market上場企業一覧
Fukuoka PRO Market上場企業一覧（ふくおかプロマーケットじょうじょうきぎょういちらん）は、福岡証券取引所Fukuoka PRO Marketに上場している企業の一覧である。2025年4月3日時点での企業数は8社。

## 一覧
| コード | 銘柄名                   | 33業種区分   | 都道府県 | 設立 (創業) | 上場       | 担当F-Adviser  | 公式ウェブサイト | 福証 |
| ------ | ------------------------ | ------------ | -------- | ----------- | ---------- | -------------- | ---------------- | ---- |
| 9334   | アイビスホールディングス | サービス業   | 東京都   | 2020年10月  | 2023年10月 | フィリップ証券 | 公式ウェブサイト | 福証 |
| 216A   | ライフクリエイト         | 小売業       | 福岡県   | 2006年02月  | 2024年07月 | フィリップ証券 | 公式ウェブサイト | 福証 |
| 222A   | NICS                     | 情報・通信業 | 岡山県   | 1974年11月  | 2024年08月 | フィリップ証券 | 公式ウェブサイト | 福証 |
| 249A   | ヒューマンアジャスト     | サービス業   | 東京都   | 2007年09月  | 2024年09月 | フィリップ証券 | 公式ウェブサイト | 福証 |
| 251A   | ニューロマジック         | サービス業   | 東京都   | 1994年09月  | 2024年09月 | フィリップ証券 | 公式ウェブサイト | 福証 |
| 306A   | テクロ                   | 情報・通信業 | 東京都   | 2016年10月  | 2024年12月 | フィリップ証券 | 公式ウェブサイト | 福証 |
| 307A   | ハウジング・スタッフ     | 建設業       | 島根県   | 2011年01月  | 2024年12月 | フィリップ証券 | 公式ウェブサイト | 福証 |
| 342A   | 光貴                     | 小売業       | 沖縄県   | 1993年11月  | 2025年03月 | 宝印刷         | 公式ウェブサイト | 福証 |